# Cantó d'Alès-Nord-Est
El cantó d'Alès-Nord-Est és un cantó del departament francès del Gard, situat al districte d'Alès. Té 4 municipis i el cap cantonal és Alès.

## Municipis

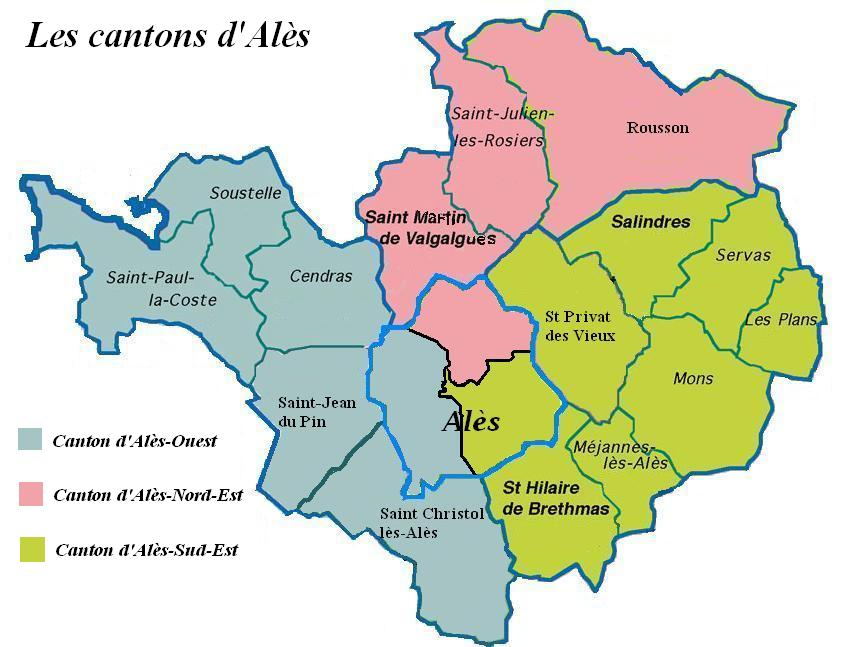
El cantó d'Alès-Nord-Est

- Rosson
- Sent Julian dels Rosiers
- Sent Martin de Valgalga
- Alès (una part)